# Galvano Fiamma
Galvano Fiamma (latin: Galvaneus Flamma)  (1283- Milan 1344) foi um cronista italiano de Milão. Ele parece ter sido o primeiro europeu na área do Mediterrâneo a descrever o Novo Mundo.